# Ptilodactyla hickeri
Ptilodactyla hickeri is een keversoort uit de familie Ptilodactylidae. De wetenschappelijke naam van de soort is voor het eerst geldig gepubliceerd in 1947 door Pic.